# Альбінув (Соколовський повіт)
Альбінув (пол. Albinów) — село в Польщі, у гміні Косув-Ляцький Соколовського повіту Мазовецького воєводства.
Населення — 57 осіб (2011).
У 1975-1998 роках село належало до Седлецького воєводства.

## Демографія
Демографічна структура станом на 31 березня 2011 року:
|          | Загалом | Допрацездатний вік | Працездатний вік | Постпрацездатний вік |
| -------- | ------- | ------------------ | ---------------- | -------------------- |
| Чоловіки | 28      | 8                  | 19               | 1                    |
| Жінки    | 29      | 3                  | 14               | 12                   |
| Разом    | 57      | 11                 | 33               | 13                   |